# Rui Tanabe
Rui Tanabe (jap. 田辺 留依 Tanabe Rui; ur. 23 maja 1997 w Tokio) – japońska seiyū, pracująca dla agencji Stay Luck.

## Filmografia

### Seriale anime
2013
- Kin-iro Mosaic – dziewczyna, uczennica[3]
- Golden Time – Meiko[3]
- Nagi no asukara – Sanae Ueda[3]

2014
- Wizard Barristers – Cecil Sudo[3]
- Mahōka kōkō no rettōsei – Chiaki Hirakawa[3]
- Isshūkan Friends – Ai Nishimura[3]
- Mangaka-san to Assistant-san to – dziewczyna[3]
- Ryūgajō nanana no maizōkin – Nanana Ryūgajō[3]
- Ai tenchi muyo! – Rui Aoi[3]

2015
- Saenai Heroine no sodatekata – Echika Mizuhara[3]
- Jewelpet: Magical Change – Laura Fukuoji[3]
- Venus Project: Climax – Mizuki Sarashina[3]
- The Asterisk War – Yanon Kujizuka[3]

2016
- The Asterisk War sezon 2 – Yanon Kujizuka[3]
- High School Fleet – Kayoko Himeji[3]
- Soul Buster – Zhou Yu[4]
- To Be Hero – książę (czwarta klasa)[3]

2018
- A Certain Magical Index III – Lancis[5]
- Hinomaru zumō – Chizuko Hori[6]

2021
- WIXOSS Diva(A)Live – Sanga Shinonome[7]
- Blue Reflection Ray – Uta Komagawa[8]

2023
- Shinka no mi: Shiranai uchi ni kachigumi jinsei 2 – Helen Rosa[9]

- Uma Musume Pretty Derby sezon 3 – Royce and Royce[10]

2024
- Shikanoko Nokonoko Koshitantan – Anko Koshi[11]

### OVA
2017
- Tenchi muyō! Ryōōki – Ringo Tatsuki[12]

2018
- Yū Yū Hakusho – Maya Kitajima

### Filmy anime
2020
- Gekijōban High School Fleet – Kayoko Himeji[13]

2025
- Gekijōban Project Sekai: Kowareta sekai to utaenai Miku – Mafuyu Asahina[14]

### Dubbing
- Piękna i rzeźnik – Ryler (Melissa Collazo)
- Zabójcze maszyny – Clytie Potts (Sophie Cox)
- Żywa przynęta – Nat (Holly Earl)